# Amphoropsyche aragua
Amphoropsyche aragua är en nattsländeart som beskrevs av Ralph W. Holzenthal 1985. Amphoropsyche aragua ingår i släktet Amphoropsyche och familjen långhornssländor. Inga underarter finns listade i Catalogue of Life.